# Frankfurt (Main) Flughafen Regionalbahnhof

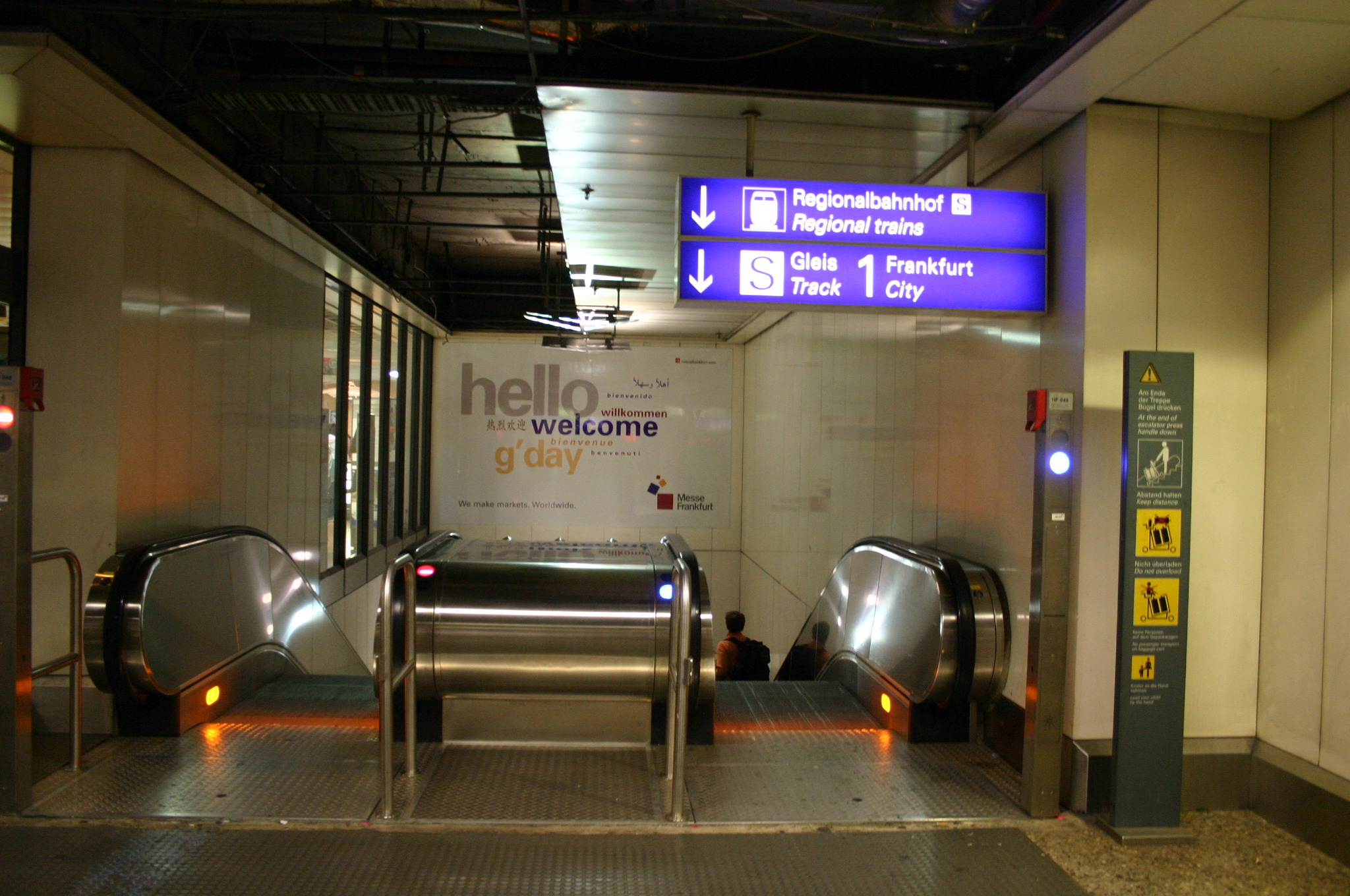
De ingang naar het ondergrondse station

Frankfurt (Main) Flughafen Regionalbahnhof (Nederlands: Regionaal Station Frankfurt am Main Luchthaven) is een ondergronds spoorwegstation in het Duitse Frankfurt am Main dat de luchthaven van Frankfurt am Main verbindt met de lokale S-Bahn en RegionalBahn. Het is geopend op 14 maart 1972, als onderdeel van de nieuwe terminal op de luchthaven. Het station heeft drie perrons.
Op het iets grotere station Frankfurt (Main) Flughafen Fernbahnhof stoppen de ICE's, de IC's en de EC's.
Messe · Galluswarte · Hauptbahnhof · Taunusanlage · Hauptwache · Konstablerwache · Ostendstraße · Lokalbahnhof · Südbahnhof · Mühlberg · Westbahnhof · Flughafen Fernbahnhof · Flughafen Regionalbahnhof